# هيرومي سوزوكي
هيرومي سوزوكي (14 نوفمبر 1978 في اليابان - ) (بالكانا:すずき ひろみ) هي لاعبة كرة طائرة يابانية.

## وصلات خارجية
- هيرومي سوزوكي على موقع قاعدة بيانات الكرة الطائرة الشاطئية (الإنجليزية)
- هيرومي سوزوكي على موقع عالم الكرة الطائرة (الإنجليزية)